# Tema Municipal District
Hlavním městem Tema Municipal District je město Tema. Je součástí oblasti Větší Akra. Je to pobřežní město nacházející se 25 kilometrů od hlavního města Ghany, Akry. Leží přímo na Greenwichském poledníku. Město i celý distrikt je ohraničený Guinejským zálivem. Rozloha distriktu je 565 km².

## Historie
V roce 1952 zde byl vybudován přístav určený pro zaoceánské obchodní lodě. V roce 1974 autonomní soud přeměnil svým rozhodnutím město Tema i s jeho okolím na region.

## Podnebí
V Temě panuje suché rovníkové počasí. Po celý rok jsou zde vysoké teploty. Tema je nejsušším místem jižní Ghany.

## Průmysl a ekonomika
V Tema Municipal District působí celkem tři velké ocelářské společnosti, potravinářské a rybářské podniky, jako jsou například: Nestle, Ghana Cocoa Processing Company, Pioneer Food Cannery a Ghanská agro-potravinářská společnost. Ve městě Tema existují také dvě velké textilky.
Vedle hlavních průmyslových odvětví se v tomto regionu nalézá také lehký průmysl, jako je například: chemička, tiskárny, dřevařské závody a další. Tema Municipal District je ideálním místem pro průmysl.
Agrokulturními plodinami je především produkce miaze, kasavi a cowpei. Velké rybářská střediska se nachází v Kpone,Tema Manhean a Sakumono.
V zemi se také dobře daří těžařskému průmyslu. Například těžba soli probíhá u města Kpoi-Ete. Tema má také tři velké oblasti s obrovskými trhy,  jsou v těchto městech: Tema, Ashaiman a Tema Manhean.

## Sociální infrastruktura
V Tema Municipal Districtu je postaveno na 220 km silnic. V zemi je evidováno přes 9200 telefonních linek.[kdy?] V roce 1962 vzniklo území volného obchodu námořní přepravy, které je největším v celé západní Africe. Stavba silnic tak stále pokračuje, kvůli lepšímu zajištění dopravní infrastruktury území volného obchodu.
V Temě je také zajištěno množství škol pro vzdělávání obyvatel. Děti mohou navštěvovat přes 158 základních, 77 státních a 81 soukromých škol. Ve spolupráci s londýnským obvodem Greenwich se mohou starší žáci vzdělávat na polytechnické univerzitě v Kpone.
Tema nabízí mnoho krásných pláží vhodných k relaxaci.

## Hospodářsky důlezitá města
Ashaiman, Tema Newtown, Tema Community one, Adenta East, lashibi, Tema Community Two Sakumono, Tema Community Five, Tema Community Four, Tema Community Seven, Ashaley Botwe, Kpone, Tema Community Eight, Tema community Nine, Kakasunanka II, Tema community Three, Ogbojo, Tema Community Six, Tema Community Eleven, a Bethelehem.